# PCP2
PCP2 (англ. Purkinje cell protein 2) — білок, який кодується однойменним геном, розташованим у людей на короткому плечі 19-ї хромосоми. Довжина поліпептидного ланцюга білка становить 136 амінокислот, а молекулярна маса — 14 547.
| 10         |  | 20         |  | 30         |  | 40         |  | 50         |
| ---------- |  | ---------- |  | ---------- |  | ---------- |  | ---------- |
| MMDQEEKTEE |  | GSGPCAEAGS |  | PDQEGFFNLL |  | SHVQGDRMEG |  | QRCSLQAGPG |
| QTTKSQSDPT |  | PEMDSLMDML |  | ASTQGRRMDD |  | QRVTVSSLPG |  | FQPVGSKDGA |
| QKRAGTLSPQ |  | PLLTPQDPTA |  | LGFRRNSSPQ |  | PPTQAP     |  |            |

A: Аланін

C: Цистеїн

D: Аспарагінова кислота

E: Глутамінова кислота

F: Фенілаланін

G: Гліцин

H: Гістидин

K: Лізин

L: Лейцин

M: Метіонін

N: Аспарагін

P: Пролін

Q: Глутамін

R: Аргінін

S: Серин

T: Треонін

Кодований геном білок за функцією належить до фосфопротеїнів. 
Задіяний у такому біологічному процесі, як альтернативний сплайсинг. 